# Cristopher Gist
Christopher Gist, född 1705 i Baltimore County, Maryland, död 1759 i Winchester, Virginia, var en lantmätare och vildmarkskännare, som arbetade för Ohiokompaniet, samarbetade med George Washington och tjänstgjorde som spejare och vägvisare för den brittiska armén under det fransk-indianska kriget.

## Ungdom och tidiga liv

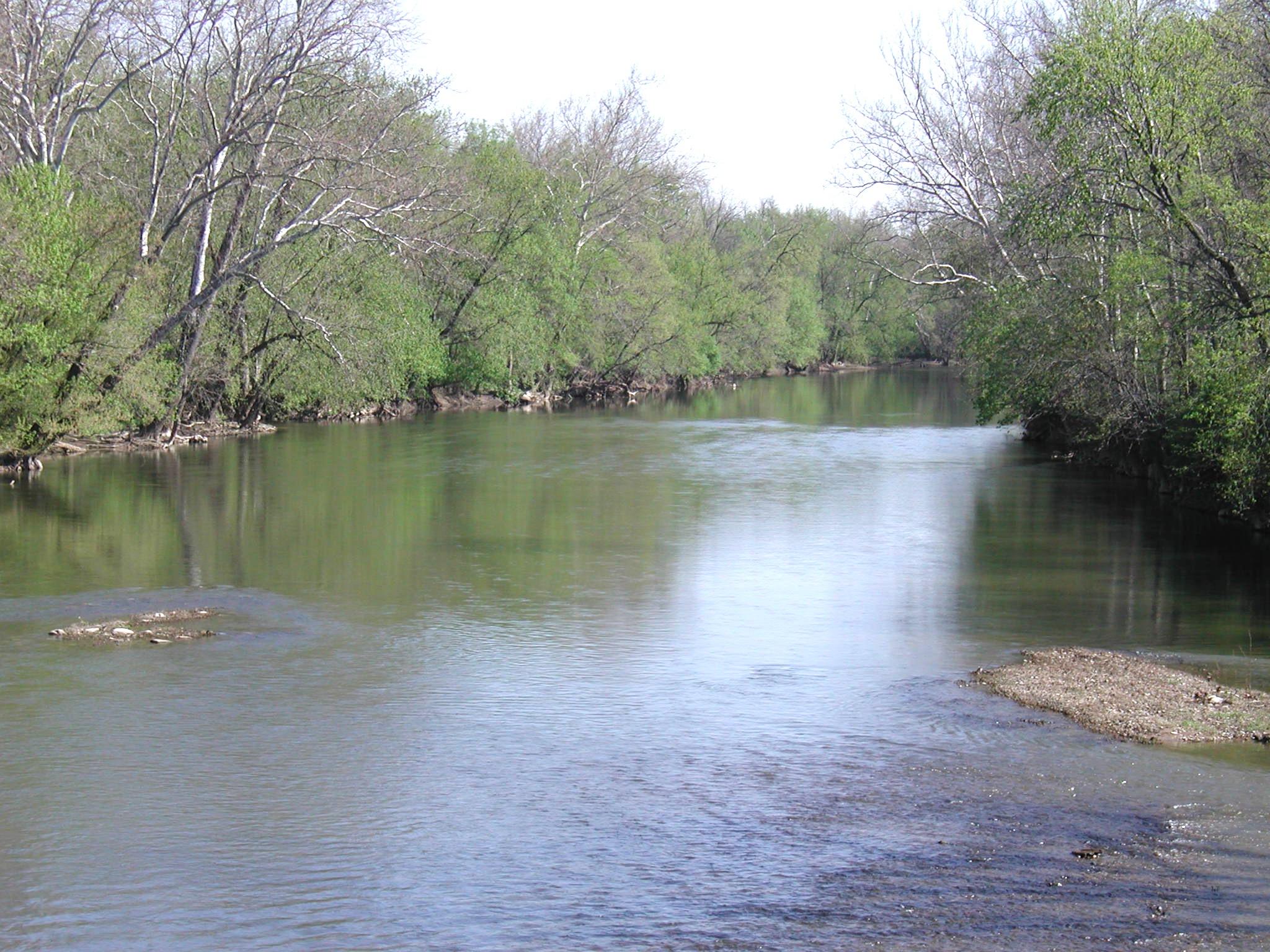
Great Miami River om sommaren.

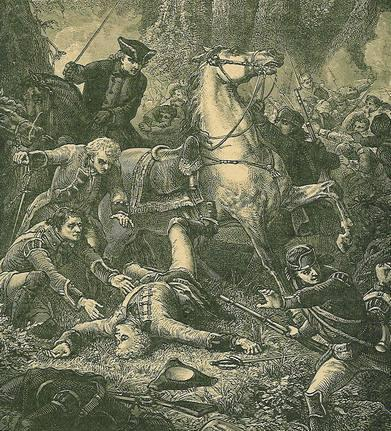
General Braddock stupade och stora delar av hans armé tillintetgjordes den 9 juli 1755.

Christopher Gists far var lantmätare och en av dem som skapade den ursprungliga stadsplanen för Baltimore. Man vet inte mycket om Gists ungdom och tidigare år. Vid tjugotre års ålder gifte han sig med Sarah Howard; paret fick sex barn. En av hans söner, Nathaniel, var med all sannolikhet far till Sequoyah, skaparen av den cherokesiska stavelseskriften. Gist utbildades som lantmätare, förmodligen av sin far. Vid faderns död 1741 var han en erfaren lantmätare och vildmarkskännare.

## Ohiokompaniet
Christopher Gist anställdes 1750 av Ohiokompaniet för att kartlägga Ohiofloden från dess bildande, där Monongahelaflodens flyter samman med Alleghenyfloden (dagens Pittsburg), till Ohioforsarna (dagens Louisville). Vintern 1750-51 kartlades området ned till Great Miami River. Vid Sciotoflodens mynning fortsatte Gist in i Kentucky  och återvände till sitt hem i Yadkin County, North Carolina. Under vintern 1751-52 kartlade Gist större delen av det som idag utgör West Virginia för Ohiokompaniets räkning. 

## Fransk-indianska kriget
Genom Ohiokompaniet blev Christopher Gist bekant med George Washington och fungerade som hans vägvisare vid dennes två uppdrag i Ohiolandet. Det var Gist som upptäckte den franska truppstyrka som Washington överföll 1754 och därmed startade det fransk-indianska kriget. Året därpå var han vägvisare för Braddocks expedition mot  Fort Duquesne. Sedan denna besegrats av de fransk-indianska styrkorna i slaget vid Monongahela, blev Gist kapten och chef för ett spaningskompani under Washington. Han tjänstgjorde även som krigskommissarie för Virginias milis. Han anklagades för underslev, men var förmodligen bara inkompetent. Hotad med avsättning, tog han avsked. På Washingtons rekommendationer utnämndes Gist till indianagent vid den södra avdelningen av det Brittiska Indiandepartementet med uppgift att värva cherokeserna för Storbritanniens sak. Det var under sin tjänstgöring vid Indiandepartementet som Gist dog av smittkoppor 1759.  